# Пер Болунд
Пер Болунд (швед. Per Bolund) — шведський політик і біолог, член Зеленої партії, міністр фінансових ринків та міністр з питань споживачів з 2014 року, в.о. міністра з питань житлово-комунального господарства та містобудування (квітень — травень 2016).

## Біографія
Пер Болунд є сином професорів Ларса Болунда та Крістіни Трапп Болунд.
У 1996 році закінчив біологічний факультет у Стокгольмському університеті та в університеті Стерлінга. У 2000—2002 роках він отримує звання магістра наук в галузі екології, але освіту не закінчує.
Він працював у дослідницькій групі, що займалася екологічними стратегіями (1997—1999 рр.) та політичним радником у одному з міністерств (2002—2006 рр.). У 2006—2010 роках він вперше був обраний в Риксдаг. У 2010 році він став представником Партії зелених (як представник опозиції) у міській адміністрації Стокгольма. У 2011 році він повернувся до шведського парламенту.
3 жовтня 2014 року отримує посаду міністра фінансових ринків та міністра з питань споживачів у кабінеті Стефана Левена.
Неодружений, має трьох дітей.

## Політична кар'єра
Пер Болунд був обраний депутатом парламенту на виборах 2006 року, оскільки колишній голова партії Оса Ромсон подала у відставку (офіційно вона була звільнена з посади 3 жовтня 2006 року). Болунд був політичним експертом у Міністерстві підприємництва, енергетики та зв'язку Швеції у 2002–2006 роках і таким чином зайняв одну з служб у міністерствах, яку Партія зелених і Ліва партія отримала в рамках співпраці з урядом Перссона. Потім він відповідав за питання, що стосуються інфраструктури, політики дорожнього руху, питань ІТ та податку на перевантаження в Стокгольмі.
Болунд втратив своє парламентське місце у 2010 році, але був обраний до міської ради Стокгольма і став опозиційним муніципальним радником для партії зелених у Стокгольмському муніципалітеті. Він також був членом міської ради у 2002-2006 роках. Він також був членом Шведських муніципалітетів і рад округу.
У вересні 2011 року він знову був депутатом Стокгольмського округу, коли колега по партії Марія Веттерстранд подала у відставку.
3 жовтня 2014 року Пер Болунд був призначений міністром споживчих цін та помічником міністра фінансів уряду Левена. У квітні 2016 року Болунд став виконуючим обов'язки міністра з питань житлового будівництва після того, як Мехмет Каплан був звільнений з посади міністра прем'єр-міністром Стефаном Левеном. 
24 січня 2019 року Болунд оголосив, що є кандидатом на посаду прес-секретаря Зеленої партії у зв'язку з відставкою Густава Фрідоліна у травні того ж року. 4 травня Болунд був призначений новим представником партії більшістю голосів під час партійного з'їзду.